# Lindsay Ell
Lindsay Ell   (Calgary, 20 de març de 1989), nascuda Lindsay Elizabeth Ell, és una cantant pop canadenca, compositora, guitarrista i personalitat televisiva de Calgary, Alberta. La seva música incorpora elements de rock i blues. Signa amb la marca de discos dels EUA Stoney Creek Rècords, una marca de Broken Bow Rècords. El seu debut, Worth the Hope, va ser llançat el març de 2017. El seu primer àlbum complet, The Project, va ser llançat l'agost de 2017 i va debutar en No. 1 en el gràfic de vendes de Billboard Country Album.

## Biografia
Lindsay Ell va néixer a Calgary. Va començar a tocar el piano als sis anys, fins que va descobrir la col·lecció de guitarres del seu pare disperses per tota la casa, canviant als vuit anys; "Em vaig enamorar de la guitarra", diu Lindsay. "És una gran part del que soc". Lindsay es va enamorar dels blues i va començar a compondre cançons als 10 anys. Va ser valedictorian per a la seva classe a l'Escola Secundària Bishop Carroll, de la qual es va graduar un any abans. Va continuar estudiant negocis en la Universitat de Calgary i música en el Berklee College of Music, a més de continuar la seva carrera musical.

## Carrera
Randy Bachman va descobrir Ell quan tenia només 15 anys. Bachman la va descriure com "l'artista més talentosa i multifacètica que he conegut en molts anys". Bachman va coescriure i produir el seu primer àlbum Consider This. Va ser gravat en l'estudi de Bachman a Saltspring Island, i la mateixa Ell va escriure la majoria de les 11 cançons. L'àlbum va ser llançat el 2006 en la discogràfica de Bachman Ranbach Music i distribuït per Fontana North. Ell va tocar amb el guitarrista blues Buddy Guy El 2008. En el seu àlbum de 2009, Alone, es va moure a un so més acústic en comparació amb el seu debut.
Va ser el seu primer viatge de composició a Nashville que va portar el seu cercle complet a les arrels del seu país. Va viatjar anada i tornada de Calgary a Nashville per un parell d'anys per a participar en sessions de composició mentre tocava a tants espectacles en viu com podia per a polir el seu ofici. Amb 21 anys, es va mudar de manera permanent a Nashville i va signar amb la discogràfica dels EUA Stoney Creek Rècords.
El desembre de 2013, el seu primer single oficial, "Trippin' on Us", va debutar com la cançó més posadaç a la ràdio de música country al Canadà i els Estats Units amb més de 50 addicions de la primera setmana. Ell ha estat anomenat des de llavors "una veritable amenaça triple" per Guitar World; "una estrella en la creació" per Taste of Country i "una figura diferent en el camp d'enregistrament del país modern" per Country Weekly. Lindsay és un guitarrista l'estil del qual ha estat influenciat per John Mayer, Keith Urban, Stevie Ray Vaughan, Tommy Emmanuel, Chet Atkins, Buddy Guy, Randy Bachman, Eric Clapton i Jimi Hendrix. És una artista oficial de guitarra Martin.
Lindsay va fer el seu debut a Grand Ole Opry el 15 d'abril de 2014 i des de llavors ha fet diverses aparicions en l'espectacle. El 24 de març de 2017, Lindsay va llançar el seu primer EP, "Worth the Wait", amb sis cançons, una de les quals és portada de "Stop This Train" de John Mayer. "Worth the Wait" mostra el talent d'Ell en totes les capacitats, com a guitarrista, vocalista i compositora", va escriure Sounds Like Nashville en una revisió del projecte. El 28 de gener de 2018, Lindsay va cantar l'Himne Nacional Canadenc en el NHL All-Star Game 2018. El març de 2018, va actuar en el festival C2C: Country to Country al Regne Unit. El 29 de juliol de 2020, a petició de la seva firma, Lindsay va volar a Nashville per a realitzar un remix com a artista convidada en la nova etiqueta del seu company Tucker Beathard, al single acabat d'estrenar titulat "Faithful". La pista va ser el primer single promocional llançat sobre l'anunci del pròxim àlbum de Beathard titulat KING; no obstant això, la versió que la caracteritza es va deixar fora de l'àlbum i només va ser difós a través de YouTube.
El 14 d'agost de 2020, Ell va llançar el seu cinquè àlbum d'estudi, Heart Theory, amb els singles "I Don't Love You", "Want Me Back", i "Good on You". L'octubre de 2021, es va anunciar que Ell acollirà la segona temporada de Canada's Got Talent, que es va estrenar El 2022. Ella va servir al costat de Priyanka com coanfitriona dels 2021 Canadian Country Music Awards.

## Tours
- We Are Pioners World Tour (2013/2014) – fent costat a The Band Perry
- CMT Next Women of Country Tour (2016) – fent costat a Jennifer Nettles
- Life Amplified World Tour(2017) – fent costat a Brad Paisley
- Weekend Warrior World Tour (2017/2018) – fent costat a Brad Paisley[29]
- Still the Same Tour (2018) - fent costat a Sugarland[30]
- Grafiti U World Tour (2018) – fent costat a Keith Urban[31]
- Monster Energy Outbreak Tour (2018/2019) -[32]
- Friends and Heroes Tour (2021) - fent costat a Blake Shelton
- wAnt ME back tour (2021) - titular, amb Robyn Ottolini de secundari.[33]

Lindsay Ell va ser seleccionada per The Band Perry per a obrir el seu "We Are Pioneers World Tour" que va incloure 50 dates en tot Europa i Amèrica del Nord durant 2013 i 2014. També ha donat suport a tours amb Keith Urban, Luke Bryan, Buddy Guy, Big & Rich, Gretchen Wilson, Ronnie Dunn, Paul Brandt, Chris Isaak i Blake Shelton. El 2021, Lindsay Ell va completar el seu primer tour canadenc, amb el convidat especial Robyn Ottolini.

## Discografia
- Consider This (2008)
- Alone (2009)
- The Project (2017)
- The Continuum Project (2018)
- Heart Theory (2020)

## Premis i nominacions
| Any  | Premi                                  | Categoria                      | Treballs proposats                                            | Resultat  | Ref.   |
| ---- | -------------------------------------- | ------------------------------ | ------------------------------------------------------------- | --------- | ------ |
| 2014 | Canadian Country Music Association     | Estrella en ascens             | Lindsay Ell                                                   | Nominat   | [ 36 ] |
| 2014 | Canadian Country Music Association     | Tot Star Band - Guitarra       | Lindsay Ell                                                   | Nominat   | [ 36 ] |
| 2015 | Canadian Country Music Association     | Estrella en ascens             | Lindsay Ell                                                   | Nominat   | [ 36 ] |
| 2015 | Associació de Música Country a Alberta | Dona artista de l'any          | Lindsay Ell                                                   | Guanyador | [ 37 ] |
| 2016 | CMT Music Awards                       | Social Superstar               | Lindsay Ell                                                   | Nominat   | [ 38 ] |
| 2016 | Canadian Country Music Association     | Dona artista de l'any          | Lindsay Ell                                                   | Nominat   | [ 39 ] |
| 2017 | Canadian Country Music Association     | Dona artista de l'any          | Lindsay Ell                                                   | Nominat   | [ 39 ] |
| 2018 | Canadian Country Music Association     | Dona artista de l'any          | Lindsay Ell                                                   | Nominat   | [ 40 ] |
| 2018 | Canadian Country Music Association     | Àlbum de l'Any                 | El projecte                                                   | Nominat   | [ 40 ] |
| 2019 | Academy of Country Music Awards        | Nova artista femenina de l'any | Lindsay Ell                                                   | Nominat   | [ 41 ] |
| 2019 | CMT Music Awards                       | Vídeo col·laboratiu de l'any   | "El que succeeix en una petita ciutat" (amb Brantley Gilbert) | Nominat   | [ 42 ] |
| 2019 | Canadian Country Music Association     | Dona artista de l'any          | Lindsay Ell                                                   | Nominat   | [ 43 ] |
| 2019 | Canadian Country Music Association     | Artista interactiu de l'any    | Lindsay Ell                                                   | Guanyador | [ 43 ] |
| 2019 | Canadian Country Music Association     | Any Únic                       | "Criminal"                                                    | Nominat   | [ 43 ] |
| 2019 | Canadian Country Music Association     | Vídeo de l'Any                 | "Criminal"                                                    | Nominat   | [ 43 ] |
| 2019 | Premis Country Music Association       | Esdeveniment musical de l'any  | "El que succeeix en una petita ciutat" (amb Brantley Gilbert) | Nominat   |        |
| 2020 | Academy of Country Music Awards        | Nova artista femenina de l'any | Lindsay Ell                                                   | Nominat   |        |
| 2020 | Academy of Country Music Awards        | Esdeveniment musical de l'any  | "El que succeeix en una petita ciutat" (amb Brantley Gilbert) | Nominat   |        |
| 2020 | Canadian Country Music Association     | Dona artista de l'any          | Lindsay Ell                                                   | Nominat   | [ 44 ] |
| 2020 | Canadian Country Music Association     | Artista interactiu de l'any    | Lindsay Ell                                                   | Guanyador | [ 44 ] |
| 2021 | Premis Juno de 2021                    | Àlbum de camp de l'any         | teoria de cor                                                 | Nominat   | [ 45 ] |
| 2021 | 2021 Canadian Country Music Awards     | Àlbum de l'Any                 | teoria de cor                                                 | Nominat   | [ 46 ] |
| 2021 | 2021 Canadian Country Music Awards     | Dona artista de l'any          | Lindsay Ell                                                   | Nominat   | [ 46 ] |
| 2021 | 2021 Canadian Country Music Awards     | Artista interactiu de l'any    | Lindsay Ell                                                   | Guanyador | [ 46 ] |
| 2021 | 2021 Canadian Country Music Awards     | Compositor de l'Any            | "Bé en tu" (amb Sam Ellis i Micah Premnath)                   | Nominat   | [ 46 ] |
| 2021 | 2021 Canadian Country Music Awards     | Vídeo de l'Any                 | "Vull tornar"                                                 | Nominat   | [ 46 ] |